# 梳帽卷瓣兰
梳帽卷瓣兰（学名：Bulbophyllum andersonii）为兰科石豆兰属下的一个种。

## 扩展阅读
- 维基共享资源上的相關多媒體資源：梳帽卷瓣兰
- 維基物種上的相關：梳帽卷瓣兰